# トレインチャンネル

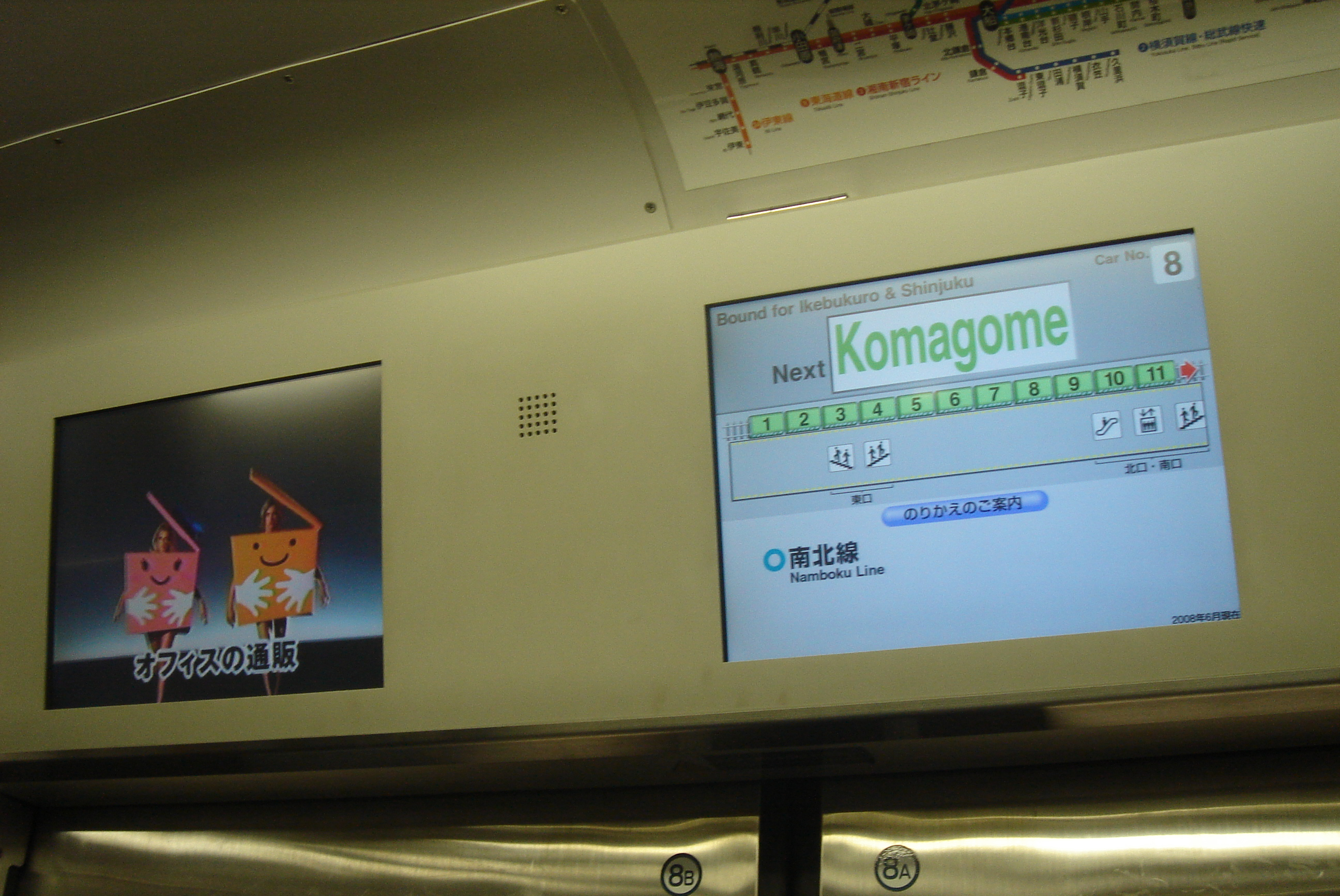
左側の画面がトレインチャンネル（山手線E231系500番台電車）

トレインチャンネルは、東日本旅客鉄道（JR東日本）の首都圏線区において、通勤形電車内に設置した液晶ディスプレイ（LCD）を用いた電子広告（デジタルサイネージ）。動画を主体とした各種コンテンツ（バラエティ番組・CMなど）を提供し、他の吊り広告などと同様に、JR東日本グループの広告代理店であるジェイアール東日本企画（jeki）が媒体社となって運用している。
三菱電機（一部の配信系統は日立製作所）が開発したトレインビジョンシステムを採用しており、同様にLCDを用いて停車駅や乗換案内・運行情報などを表示する車内案内表示装置と組み合わせて設置される。また、JR東日本以外の鉄道事業者でも類似の車内デジタルサイネージを展開している例も増加している。

## 概要
2002年から山手線に導入されたE231系500番台に初めて搭載された。同車両に搭載されているVIS（Visual Information System）により表示内容を制御しており、各客用ドアの鴨居部分に画面サイズ15インチ・アスペクト比4:3のLCDが2画面ずつ設置されている。向かって左側の画面がトレインチャンネル用で、2024年4月1日以降は「TRAIN TV（トレイン・ティーヴィー）」のブランド名で、jekiから配信されているバラエティ番組や広告を首都圏主要10路線とゆりかもめが運営している東京臨海新交通臨海線にて放映している。なお、音声は流れないため、TRAIN TVのために制作された番組は音声なしで楽しめる構成になっており、また放映されるCMのうち本来テレビコマーシャル向けに制作されたCMの一部は制作側で編集され、画面下に字幕やふきだしを表示しているものがある。
その後の新型車両にも順次導入されており、2006年から導入されたE233系電車やE331系電車（廃車）、2015年に導入されたE235系電車にも設置されている。2007年から導入された京浜東北線・根岸線向けE233系1000番台以降は画面が17インチ・アスペクト比16:9（一部車両は16:10）のハイビジョンサイズに拡大された。常磐緩行線・千代田線直通用のE233系2000番台では、運行開始当初はLCDが1画面のみの設置でトレインチャンネルには対応していなかったが、2015年2月より導入された。一方で、2021年春以降、房総各線や相模線などに導入されているE131系への導入予定はない。
E235系では、通常のトレインチャンネルの2画面に加え、新たなデジタルサイネージとして「まど上チャンネル」と「サイドチャンネル」が新設されている。山手線および横須賀・総武快速線共通で21.5インチ液晶ディスプレイを窓上に3画面、貫通扉上（妻部）に1画面設置している。
なお、右側の画面は広告等以外の列車運行に係る情報を表示する「車内案内表示装置」（路線図・次駅案内・乗換案内・運行情報・駅情報など）で、運行情報についてはデジタル列車無線を通じて最新のデータが地上側から随時伝送され、新着や更新があった際にはチャイム音が鳴る。運行情報などは日本語と英語に分けて表示される。この情報はJR東日本ホームページの運行情報一覧のほか、駅の案内表示器および、VISを搭載している車両（トレインチャンネル装備車両のほかE231系電車・E217系電車・E531系電車の車内LED表示装置にも同時配信される。新幹線および関東（全域）・甲信越地方のJR東日本線、さらに2006年以降は首都圏の私鉄線・地下鉄線の情報も表示されるようになったため、大規模な運行遅延時（地震・台風・大雪など）には表示されるページ数が十数ページに達し、結果的に全てを表示する前に次の駅に到着するため、途中で打ち切られることもある。また、これらの現象を考慮して乗務員が表示路線・内容を取捨選択することもできる。なお、乗換路線の案内は22時30分以降になると路線名の下に「のりかえのお客様は、終電の時刻にご注意ください。」と表示され、また23時以降は終電の時間を考慮して自動放送で乗り換え路線の案内が放送されなくなる。
ニュースや天気予報などリアルタイム性のある情報は主要駅ホームに設置されたアンテナで配信されるほか、動画などの広告データは車両基地入区中にミリ波無線や無線LANを使用して更新される。なお、E233系5000番台以降の電車および山手線・中央・総武緩行線向けE231系500番台ではUQコミュニケーションズのモバイルWiMAXを用いて配信するシステムを搭載している。

### TRAIN TV
「TRAIN TV」はjekiが立ち上げたトレインチャンネル用番組配信プラットフォームの名称で、人気芸能人やタレントが出演している多種多様なバラエティ番組（1番組の長さは60秒）を、番組と番組の間に広告（コマーシャル動画）を挟みつつ20分ロールで放映している。放映している番組は1週間ごとに更新している。一般的なテレビ局同様に、10月と4月の半期に1度番組改編があり、放送中の番組には右下に「TRAIN TV」のウォーターマークがある。
開始当初は、主な出演者・番組として、HIKAKINやチョコレートプラネット等によるお笑い関連のものや、松丸亮吾によるひらめきに関するニュースなどがあった。
2024年10月には、僅か開始半年で「TRAIN TV」が大幅にリニューアルされ、以下のとおり変更となった。
- 2024年4月の「TRAIN TV」開始時には廃止されていた天気予報が、僅か半年で復活した。「TRAIN TV WEATHER+」のタイトルで、2024年3月までと同様に日本気象協会（JWA）が担当。ただし、天気予報はいずれの路線でも南関東の主要4都市[注 5]となり、路線ごとの経由地ではなくなっている。また、じぇいわ君などのキャラクターも登場しない。天気に関する雑学のコーナーも復活しているが、こちらも、ひなちゃんやコンさるなどのキャラクターは登場しない。
- 天気予報、グルメ関連（#ココ食べ、今日から定番。Go-Toレシピ 等）は終日放送となるが、一部番組は午前と午後に配信を分ける形となった。英語（TRAINGLISH）・ドキュメンタリー（サイレンタリー）・美術（これビ）等の教養関連は午前中のみ[注 6]、お笑い（チョコプラEX 等）・クイズ（伊沢拓司のQuizダッシュ奪取）等のバラエティ関連は午後のみの配信となった。
  - 2024年10月改編でお笑い関連は縮小となり、前述のチョコレートプラネットの企画（チョコプラEX）は継続されるものの、HIKAKIN等は降板となった。お笑い関連は、毎週放送は「チョコプラEX」のみで、隔週で「黙喜利」[注 7]か「ジェスチャーズ」[注 8]で、あわせて週2本のみに縮小した。更に2025年4月改編にて、お笑い関連は「チョコプラEX」1本のみに更に縮小された。
  - 同じ番組でも午前と午後で内容を分けているケースもある。例として、2025年1月27日 - 2月16日の期間限定で放送された「はなまるおばけラジオ」（提供：サンリオ）では、午前に今週の運勢の占いコーナー、午後はお悩み相談のコーナーが放送されていた[9]。

また、トレインチャンネルのために製作された任天堂の雑学クイズが放映されており、2023年9月以降は「PIKMINのコレなんだ？」（ある物を拡大した映像が流れるので、それが何かを当てる）が放映されている。2024年4月のTRAIN TV移行後は、TRAIN TVの枠ではないものの、広告枠の1つとして継続されており、唯一2024年3月以前の企画で残っているものである。
2025年3月13日に、「電車内放映ネットワークが運営するデジタルサイネージスクリーンの最多数」の記録56,680面が、ギネス世界記録に認定、同年3月24日に公式認定証が贈呈された。

### TRAIN TV開始以前
- 2024年3月以前までは、トレインチャンネルで放映されている内容は広告中心であり、広告の他には天気予報[注 10]や「トレインチャンネルニュース」と題したニュース動画（共同通信ニュースまたは「NHK Pickup NEWS」[注 11][注 12]）も放映されていた。インフォマーシャルと天気予報は各線で異なるものを使用していた。
- その他、山手線や期間限定の京葉線で運行されている広告貸切列車の「ADトレイン」では、このトレインチャンネルは一社貸切広告として放送され他社の広告やTRAIN TVの番組は放映されない。事例としては2006年4月に運行された日本テレビの「デジタルGトレイン」（日テレ関連広告および読売ジャイアンツ戦中継を放送）や「箱根駅電」（箱根駅伝の中継）が挙げられる。
- 「TRAIN TV」の開始まで放映されていた天気予報（前述の「じぇいわ君」によるもの）は、運行する路線が経由する場所から3箇所分の天気予報が表示される[注 13][注 14]。なお、トレインチャンネルを運用している車両の相互乗り入れ先がある場合には基本考慮されておらず、E233系0番台が乗り入れる富士山麓電気鉄道富士急行線と、E233系2000番台が乗り入れる東京メトロ千代田線・小田急小田原線・小田急多摩線[注 15]でも同じ天気予報が流れる。そのため、河口湖駅付近で東京の天気が流れたり、伊勢原駅付近で取手（茨城県県南地域）の天気が流れるといったことも発生する。
  - ただし、例外として埼京線・川越線用のE233系7000番台は「川越」「新宿」の他に、相互直通運転を行っている東京臨海高速鉄道りんかい線の終点である「新木場」の天気予報も放送する[注 16]。
  - 前述の横須賀・総武快速線で2020年より運行を開始したE235系1000番台においては、「鎌倉」「東京」「千葉」の天気予報を放送しており、直通運転を行う房総方面各線（「木更津」「上総一ノ宮」「鹿島神宮」など）に関しては考慮されていない。

## 事例
- 東日本旅客鉄道 (JR東日本)  JR東日本E231系電車 (500番台)、JR東日本E233系電車 - 近郊タイプの3000番台を除く。JR東日本E235系電車 - グリーン車には広告放映機能はなく、表示も異なる。 JR東日本E259系電車、 JR東日本E129系電車 - 2015年より一部編成に試験導入が開始され、2017年12月より「ch129」の愛称で本導入。 JR東日本E331系電車（廃車）、 JR東日本E131系電車 (1画面、広告放映機能なし)
- 小田急電鉄 - 「小田急TV（OTV）」 1000形の更新工事実施車両、4000形、5000形、50000形と3000形、70000形(運行情報のみ)の一部にも搭載。4000形はJR（前述の常磐緩行線）にも乗り入れており、こちら側も天気予報は常磐線を考慮していないため、逆に取手駅付近で小田原、片瀬江ノ島の天気が流れる現象が発生する。
- 東京都交通局 -「チカッ都ビジョン 」大江戸線12-600形2次車、新宿線10-300形3次車以降、浅草線5500形、三田線6500形、日暮里・舎人ライナーの320形。また、都電荒川線の8800形、8900形、7700形および日暮里・舎人ライナーの330形にも15型2画面のLCDが搭載されているが、こちらには愛称等はない。
- 京王電鉄 - 「K-DGチャンネル」1000系、9000系、7000系の一部と5000系に搭載されている。7000系の未更新車両と8000系はかつてコイト電工製のパッとビジョンを搭載。
- 京成電鉄 - AE形（2代目）に搭載。貫通扉上に22インチタイプを搭載し、案内と広告を適宜切り替え表示する。3100形、3200形には客用扉上に設置。3000形、3050形にも搭載されているが、こちらには広告放映機能はない。
- 京浜急行電鉄 - 1000形10次車以降と更新車、600形更新車、2100形更新車に搭載。当初は2画面であったが広告収入が見込めないため、後にトレインチャンネルに当たるほうを撤去。2100形更新車は当初から1画面。
- 埼玉高速鉄道 - 「SaiNet Vision」15インチの広告画面を千鳥配置で設置。ただし2019年8月から17インチのダイナミックビークルスクリーンに順次交換が進んでいる。
- 相模鉄道 - 「Sotetsu Infovision System (SIS)」。11000系、9000系リニューアル車（左側の広告用画面は準備工事）、20000系、12000系、8000系リニューアル車に搭載。それぞれ異なるデザイン。20000系は初期編成は案内表示を各扉上に、広告放映を天井に設置。増備車は各扉上に2画面設置。
- 西武鉄道 - 「西武スマイルビジョン」30000系電車、40000系電車、6000系電車（第1・2編成は除く）(15インチ)、001系電車に搭載。001系電車は客室自動扉上に設置。区間によって表示が異なる。
- 東急電鉄・横浜高速鉄道 - 「TOQビジョン」5000系・5050系・5080系、Y500系、6000系、7000系、2020系、6020系、3020系に搭載。ただし、7000系のものは、グループ広告専用のため、TOQビジョンの名称は与えられていない。
- 東武鉄道 - 「東武トレインビジョン」70000系（3画面構成）、80000系、50070系の一部に搭載。なお、2018年に愛称が決まるまではグループ広告のみ放映していた。60000系には広告画面なしの1画面が搭載されている。
- 東京地下鉄（東京メトロ） - 「Tokyo Metro ビジョン」。有楽町線・副都心線10000系、17000系、東西線15000系・05系B修車、千代田線16000系、千代田支線05系B修車、南北線9000系B修車及び5次車、銀座線1000系、半蔵門線8000系B修車、08系（改造）18000系、丸ノ内線02系B修車、2000系、日比谷線13000系に搭載。案内画面と広告画面の二画面構成。ただし、1000系と13000系と2000系は案内2画面と広告1画面の3画面構成。9000系5次車は広告画面がない1画面構成（準備工事実施済）。
- 横浜市交通局 - 「グリーンビジョン」。10000形、3000形に搭載。3000V形は全車両設置。3000S形、3000V形はリニューアル車にドア上に、10000形はドア横に設置。乗務員室直後は1画面。
- しなの鉄道 ‐「115系」に搭載。15インチ（アスペクト比4：3）の広告画面が千鳥配置でドア上に設置されている。2両編成の電車、「ろくもん」には未搭載。
- 東海旅客鉄道 (JR東海) - 新幹線N700S系電車、315系広告放映はない。
- 静岡鉄道 - A3000形に搭載。32インチハーフサイズ1画面のものを千鳥配置で設置。
- 名古屋市交通局 - 三菱電機製「ハッチービジョン」。東山線N1000形、鶴舞線N3000形、桜通線6050形。
コイト電工製パッとビジョン 名城線・名港線2000形、東山線5050形、鶴舞線3050形。 現時点で全て広告放映機能はないが、N1000形のみ、令和4 - 5年度中に広告用画面「名古屋サブウェイビジョン」が追加搭載され、デジタルサイネージ広告が開始予定
- 名古屋鉄道 - 2200系、4000系、3300系、9500系に搭載。
- 西日本旅客鉄道（JR西日本） - 「WESTビジョン」2005年度以降に製造された321系、225系、323系、2020年度以降に改造施工された223系（1000・2000番台）に搭載。223系はドア上20.7インチ1画面（16:9）を行先案内用と広告・運行情報用を交互に配置、321系と225系は19インチ（4:3）を天井に、323系は17インチ（16:9）をドア上と貫通扉上に2画面配置。271系はるかは貫通扉上に2画面設置。
- 大阪市高速電気軌道・北大阪急行電鉄（御堂筋線・谷町線・南北線） - 2014年度以降に導入された9000形、30000系、2017年度以降に改造施工された御堂筋線用新20系に搭載。LCDは9000系は15インチの案内・広告LCD2画面と横長の案内LCD1画面（コイト電工の「パッとビジョン」）を交互に配置。30000系は2画面、新20系は32インチハーフサイズ1画面。2017年度以前に製造された30000系は御堂筋線用に限り2画面化し、中央線400系と併せて大阪メトロ所属車両限定で「Osaka Metro トレビジョン」の愛称がある[15]。なお、谷町線の30000系は交通電業社製。また、南港ポートタウン線（ニュートラム）200系にも「ニュートラムビジョン」を設置。
- 南海電気鉄道 - 8300系、1000系改造車、9000系改造車および高野山ケーブルコ11・21形、後継車のN10・20形に搭載。8300系・1000系改造車・9000系改造車のLCDは17インチ1画面 (16:9)、コ11形・21形・N10形・20形は32型ワイド1画面で観光案内・広告を放映する。ただし、8300系・1000系改造車・9000系改造車には広告放映機能はない。
- 近畿日本鉄道 - 「アドレールビジョン」一般車両の8A系および2023年以降のリニューアル車に搭載されており、扉上の42インチハーフサイズ画面の左側部分にて広告を放映。特急においては、21000系、21020系、50000系しまかぜ、80000系ひのとりの各車両通路扉上に設置。50000系のみニュース・運行情報に加え観光案内映像の放映が可能のほか、先頭車はLED表示器。
- 京阪電気鉄道 - 3000系・13000系・8000系・6000系リニューアル車は15インチ1画面。13000系・6000系リニューアル車は順次広告用の18.5インチLCD「Keihanビジョン」が追加設置されている。
- 神戸市交通局（西神・山手線） -「トレインビジョン」 6000形に搭載。17インチ2画面を千鳥配置。
- 神戸電鉄 - 6000系、6500系に搭載。LCDは6000系は2画面、6500系は32インチハーフタイプ1画面。
- 阪急電鉄 - 「阪急トレインビジョン」 1000系・1300系・9000系・9300系3次車以降・7000系（一部改造車）・7300系（改造車）・8000系（改造車）に搭載。1000系・1300系・7000系VVVF改造車・7300系VVVF改造車・8000系改造車は32インチハーフサイズ1画面。それら以外は2画面。8200系にも搭載されていたが後に撤去。
- 阪神電気鉄道 - 5700系、5500系リノベーション車両(本線、なんば線)に搭載。LCDは阪急と同じ32インチハーフサイズ一画面のものを千鳥配置で設置。左側に広告画像を表示することが可能。
- 九州旅客鉄道 - 305系、BEC819系、821系に搭載。305系は当初1画面であったが、2018年7月より一部編成で「トレインチャンネル福岡」として2画面に増設され広告動画や天気予報、文字ニュースが放映できるようになった。821系とBEC819系には広告画面はない。
- 西日本鉄道 - 「9000形車内ビジョン」9000形に搭載。3000形には広告放映機能はないが案内用画面が設置されている。